# 回転る賢者のシュライブヴァーレ
『回転る賢者のシュライブヴァーレ』（まわるけんじゃのシュライブヴァーレ）は、星屑七号による日本の漫画作品。『月刊ビッグガンガン』（スクウェア・エニックス）で2012年Vol.04から2014年Vol.05まで連載された。

## ストーリー
ペン回ししかとりえのない一之瀬 七梨は、ひょんなことから「賢者のシュライブヴァーレ」のアイゼンブルーメ・品格と優美のカトレアを償還し、契約してしまう。
その後、彼女は精霊に詳しいパンダさんなる人物とともに探偵部を復活させることになった。

## 登場人物
一之瀬 七梨（いちのせ ななり）
中学3年の女の子。優柔不断で自分に自信もないが、ペン回しの才能だけは一流。
ふとしたきっかけでカトレアと“契約”することになる……。
品格と優美のカトレア
一流の才能を持つ人間の文具にだけ宿る、幸運をもたらし夢を叶える精霊の一人。七梨のシャープペンシルから偶然召喚された。
二つ名は『コンピエーニュの魔女』。
一人称は「私様」。
沢渡さん
七梨のクラスメイト。「愚者のシュライブヴァーレ」という精霊に精神を支配され、自殺しようとしていたところを七梨とカトレアにすくわれた。
青葉さん
七梨のクラスメイト。
パンダさん
パンダの着ぐるみを着た「第三図書室」の主。語尾が「ニャ」。賢者のシュライブヴァーレについて詳しいが……？
初登場の時点で精霊との契約はしていないが、精霊についての知識は豊富。
宇佐美 舞衣（うさみ まい）
探偵部復活早々に来た依頼人で、演技に関しては天才的な才能を持っている。大女優になって多くの人に愛されるという夢をかなえるために、「期待と歓待のアルメリア」と契約。
元々は純粋な性格だったが、自分を裏切った親友に復讐を果たしたことがきっかけで精神的に歪んでいき、精霊同士の戦いに身を投じていった。
期待と歓待のアルメリア
舞衣によって召喚された精霊。舞衣に絶対的な忠誠を誓っている。
一人称はボクで、右目に眼帯をしている。
貪欲と制覇のルピナス
謎のアイゼンブルーメ。二つ名は「アウシュヴィッツの狼華」で、軍服のような衣装を着ている。
自身の周りに刃物を浮かべ、それを対象に向けて放つ技を持っている。

## 用語
賢者のシュライブヴァーレ
夢や才能を持った持ち主に、幸運を与える魂の宿った文具。
この文具を破壊することで相手の幸運を手に入れられることから、所持者同士の奪い合いが繰り広げられている。
愚者のシュライブヴァーレ
持ち主やその周囲に不幸をもたらす悪魔の文具。
また、「賢者の文具」によって理想が実現し、所持者が富や名声を手に入れた場合でも、その文具を損祭に扱うと魂が汚れていき、「愚者」化してしまう。
アイゼンブルーメ
天才の元に訪れる「賢者のシュライブヴァーレ」の精霊。
この精霊と契約をすれば、持ち主に成功と栄光をもたらすが、絶望的な孤独と残酷な死も約束される。
天才（ギフテッド）
夢や理想のために一途で、一流の才能を持った人間。

## 単行本
- 星屑七号 『回転る賢者のシュライブヴァーレ』 スクウェア・エニックス〈ビッグガンガンコミックス〉、全3巻
  1. 2012年10月25日 ISBN 978-4-7575-3762-0
  2. 2014年5月24日 ISBN 978-4-7575-4073-6
  3. 2014年5月24日 ISBN 978-4-7575-4301-0